# 菊池武重
菊池 武重（きくち たけしげ）は、鎌倉時代末期から南北朝時代にかけての武将。菊池氏の第13代当主。菊池武時の嫡男。

## 生涯
1333年、父武時と共に挙兵し、鎌倉幕府の鎮西探題・北条英時を攻めたが、逆に英時や少弐貞経、大友貞宗らの反撃を受けて父は討死し、武重は命からがら本国に逃げ帰った。後醍醐天皇による建武の新政が始まると、亡父の功績を賞されて肥後一国を与えられた。
1335年、足利尊氏が後醍醐天皇に反逆して鎌倉より軍を率いて侵攻すると、弟の武吉と共に新田義貞の軍に加わって足利軍と戦ったが、敗れて京都に逃げ帰った。その後、九州に落ちた尊氏が再挙して攻め上ってくると、兵庫など各地で足利軍と戦ったが、敗れて足利軍に捕えられた。しかし一命は助けられて、肥後に送り返されている。
1337年2月、九州における南朝勢力を結集して北朝勢力と戦ったが、1338年に死去。後を弟の武士が継いだ。
没年には異説も多く、1341年、もしくは1342年説もある。さらに42歳（正慶2年3月13日博多で討死、という説を採ると1292年 - 1333年となる。ただ、この没年（正慶2年）は父武時のものかもしれない）とも家譜にはある。出生年も定かではない。
一族の結束の為、菊池家憲「寄合衆内談の事」を作り、武重の血判が押されてある。血判文書としては最古のもので、菊池千本槍と共に現在も建武中興十五社のうちの一社である菊池神社（現在の熊本県菊池市）に保存され、同神社では武時、武光と共に主祭神として祀られている。

## 贈位
没後570年近く経った1902年（明治35年）11月12日に、明治天皇より贈従三位に叙され、同日に父の菊池武時が従一位と、弟の菊池武光も贈従三位に叙された。